# BEST (나카모리 아키나의 음반)
《BEST》(베스트)는 일본의 여가수 나카모리 아키나(中森明菜)의 두 번째 베스트 음반으로 1986년 4월 1일에 발매하였다. (LP: L-13030, CT: LKF-5030, CD: 32XL-150)
1982년 5월에 출시된 첫 싱글 〈슬로우 모션〉부터 13번째 싱글 〈SOLITUDE〉까지 총 13곡이 이 음반에 수록되어 있다. 1986년 4월 14일, 오리콘 주간 LP&TAPES 차트에 처음으로 진입, 1위를 달성하였고 이후로도 4월 28일까지 3주 연속 정상의 자리를 지켰다. LP판으로는 100위내 순위권에 총 23주간 올라와 있었다. 뒤이어 1986년 연간 LP&TAPES 차트 6위를 달성하는 준수한 성적을 거뒀다.

## 수록곡
| #            | 제목                                                        | 작사            | 작곡              | 편곡                             | 재생 시간 |
| ------------ | ----------------------------------------------------------- | --------------- | ----------------- | -------------------------------- | --------- |
| 1.           | 〈〈슬로우 모션〉(スローモーション)〉                       | 키스기 에츠코   | 키스기 다카오     | 후나야마 모토키                  | 4:06      |
| 2.           | 〈〈세컨드 러브〉(セカンド・ラブ)〉                         | 키스기 에츠코   | 키스기 다카오     | 하기타 미츠오                    | 4:22      |
| 3.           | 〈〈트와일라이트 -석양 편지-〉(トワイライト -夕暮れ便り-)〉 | 키스기 에츠코   | 키스기 다카오     | 하기타 미츠오                    | 4:40      |
| 4.           | 〈〈기타 윙〉(北ウイング)〉                                 | 강진화          | 하야시 테츠지     | 하야시 테츠지                    | 4:35      |
| 5.           | 〈〈서던 윈드〉(サザン・ウインド)〉                         | 키스기 에츠코   | 다마키 고지       | 세오 이치조                      | 3:50      |
| 6.           | 〈〈SAND BEIGE -사막으로-〉(SAND BEIGE -砂漠へ-)〉          | 교 에이코       | 츠시미 다카시     | 이노우에 아키라                  | 4:37      |
| 7.           | 〈〈SOLITUDE〉〉                                            | 유카와 레이코   | 다케가와 유키히데 | 나카무라 사토시                  | 4:25      |
| 8.           | 〈〈미 아모레〉(ミ・アモーレ〔Meu amor é･･･〕)〉            | 강진화          | 마츠오카 나오야   | 마츠오카 나오야                  | 3:52      |
| 9.           | 〈〈장식이 아니야, 눈물은〉(飾りじゃないのよ涙は)〉         | 이노우에 요스이 | 이노우에 요스이   | 하기타 미츠오                    | 4:10      |
| 10.          | 〈〈십계 (1984)〉(十戒 (1984))〉                            | 우리노 마사오   | 다카나카 마사요시 | 다카나카 마사요시, 하기타 미츠오 | 3:35      |
| 11.          | 〈〈금구〉(禁区)〉                                          | 우리노 마사오   | 호소노 하루오미   | 호소노 하루오미, 하기타 미츠오   | 3:47      |
| 12.          | 〈〈1/2의 신화〉(1/2の神話)〉                               | 우리노 마사오   | 오사와 요시유키   | 하기타 미츠오                    | 3:18      |
| 13.          | 〈〈소녀A〉(少女A)〉                                        | 우리노 마사오   | 세리자와 히로아키 | 하기타 미츠오                    | 3:31      |
| 총 재생 시간 | 총 재생 시간                                                | 총 재생 시간    | 총 재생 시간      | 총 재생 시간                     | 52:48     |